# Jay Robinson
Jay Robinson (New York, 14 aprile 1930 – Los Angeles, 27 settembre 2013) è stato un attore statunitense.

## Biografia
È noto al pubblico internazionale per aver interpretato il crudele imperatore Caligola nel film La tunica (1953), con Richard Burton e Victor Mature, e nel suo sequel I gladiatori (1954).
Dotato di una voce molto caratteristica, ne fece la sua principale peculiarità di interprete. Contraddistinto da una certa teatralità, figlia dei suoi esordi avvenuti sul palcoscenico, Robinson si è inciso nella mente degli appassionati per la vibrante carica con cui interpretò l'imperatore romano, nonostante abbia portato sullo schermo altri personaggi, facendosi comunque notare sempre per la sua bravura.
Si sposò due volte: la prima nel 1960 con Pauline Flowers, con la quale rimase sposato fino alla morte di lei sopraggiunta nel 2002. Dal 2004 fu sposato con Gloria Casas.

## Filmografia

### Cinema
- La tunica (The Robe), regia di Henry Koster (1953)
- I gladiatori (Demetrius and the Gladiators), regia di Delmer Daves (1954)
- Il favorito della grande regina (The Virgin Queen), regia di Henry Koster (1955)
- L'uomo dalla forza bruta (The Wild Party), regia di Harry Horner (1956)
- L'impareggiabile Godfrey (My Man Godfrey), regia di Henry Koster (1957)
- Tell Me in the Sunlight, regia di Steve Cochran (1965)
- Provaci ancora mamma (Bunny O'Hare), regia di Gerd Oswald (1971)
- Tutto quello che avreste voluto sapere sul sesso* *ma non avete mai osato chiedere (Everything You Always Wanted to Know About Sex* *but Were Afraid to Ask), regia di Woody Allen (1972)
- Omicidio per un dirottamento (This Is a Hijack), regia di Barry Pollack (1973)
- Dinamite agguato pistola (Three the Hard Way), regia di Gordon Parks Jr. (1974)
- Luna di miele fatale (Nightmare Honeymoon), regia di Elliot Silverstein (1974)
- Shampoo, regia di Hal Ashby (1975)
- Train Ride to Hollywood, regia di Charles R. Rondeau (1975)
- I Wonder Who's Killing Her Now?, regia di Steven Hilliard Stern (1975)
- Born Again, regia di Irving Rapper (1978)
- Il detective con la faccia di Bogart (The Man with Bogart's Face), regia di Robert Day (1980)
- Lui è mio (Partners), regia di James Burrows (1982)
- La spada a tre lame (The Sword and the Sorcerer), regia di Albert Pyum (1982)
- The Bikini Shop (The Malibu Bikini Shop), regia di David Wechter (1986)
- Big Top Pee-wee - La mia vita picchiatella (Big Top Pee-wee), regia di Randal Kleiser (1988)
- Transylvania Twist, regia di Jim Wynorski (1989)
- Ghost Ship, regia di James T. Flocker (1992)
- Dracula di Bram Stoker (Dracula), regia di Francis Ford Coppola (1992)
- Skeeter, regia di Clark Brandon (1993)

### Televisione
- Wire Service – serie TV, episodio 1x07 (1956)
- Selvaggio west (The Wild Wild West) – serie TV, episodio 4x04 (1968)
- Star Trek – serie TV, episodio 3x13 (1968)
- Al banco della difesa (Judd for the Defense) – serie TV, un episodio (1969)
- Vita da strega (Bewitched) – serie TV, 2 episodi (1969-1970)
- Il virginiano (The Virginian) – serie TV, episodio 9x08 (1970)
- Room 222 – serie TV, un episodio (1971)
- O'Hara, U.S. Treasury – serie TV, un episodio (1972)
- Hawaii squadra cinque zero (Hawaii Five-O) – serie TV, un episodio (1972)
- Search – serie TV, un episodio (1973)
- She Lives! – film TV (1973)
- Banacek – serie TV, un episodio (1974)
- Il pianeta delle scimmie (Planet of the Apes) – serie TV, un episodio (1974)
- Mannix – serie TV, 5 episodi (1968-1974)
- Kolchak: The Night Stalker – serie TV, un episodio (1975)
- Doc – serie TV, un episodio (1975)
- Harry O – serie TV, un episodio (1975)
- Phyllis – serie TV, un episodio (1976)
- Dr. Shrinker – serie TV (1976)
- Una famiglia americana (The Waltons) – serie TV, 3 episodi (1975-1976)
- The Krofft Supershow – serie TV (1976-1977)
- A.E.S. Hudson Street – serie TV, un episodio (1978)
- The Bay City Rollers Meet the Saturday Superstars – film TV (1978)
- The Krofft Superstar Hour – serie TV, un episodio (1978)
- Buck Rogers (Buck Rogers in the 25th Century) – serie TV, un episodio (1979)
- Barney Miller – serie TV, 2 episodi (1976-1982)
- Voyagers! – serie TV, un episodio (1982)
- Memories Never Die – film TV (1982)
- Amanda's – serie TV, un episodio (1983)
- I predatori dell'Idolo d'Oro (Tales of the Gold Monkey) – serie TV, un episodio (1983)
- Top Secret (Scarecrow and Mrs. King) – serie TV, un episodio (1983)
- George Burns Comedy Week – serie TV, un episodio (1985)
- Mr. and Mrs. Ryan – film TV (1986)
- Giudice di notte (Night Court) – serie TV, un episodio (1987)
- I giorni della nostra vita – serie TV (Days of Our Lives) (1965)
- Cin cin (Cheers) – serie TV, un episodio (1989)
- La signora in giallo (Murder, She Wrote) – serie TV, episodi 4x05-7x20 (1987-1991)
- Sinatra – film TV (1992)
- Flashback di un omicidio (Dying to Remember) – film TV (1993)
- Murder Between Friends – film TV (1994)
- La tata (The Nanny) – serie TV, un episodio (1994)
- Mad Jack the Pirate – serie TV, 13 episodi (1998-1999)

## Doppiatori italiani
Nelle versioni in italiano delle opere in cui ha recitato, Jay Robinson è stato doppiato da:
- Stefano Sibaldi in La tunica, I gladiatori, Il favorito della grande regina
- Mario Mastria in Top Secret, Dracula di Bram Stoker
- Sergio Tedesco in L'impareggiabile Godfrey
- Renato Turi in Tutto quello che avreste voluto sapere sul sesso* *ma non avete mai osato chiedere
- Gianni Marzocchi in Shampoo
- Gianni Vagliani in La signora in giallo (ep. 4x05)
- Giancarlo Padoan in La signora in giallo (ep. 7x20)